# 酒井辰雄
酒井 辰雄（さかい たつお、1916年2月13日 - 1992年1月8日）は、日本の映画監督。

## 来歴
東京府東京市芝区白金三光町（現・東京都港区）出身。日本大学第三中学校を経て、1939年日本大学専門部藝術科（現・日本大学芸術学部）を卒業した。
新劇の演出家・鈴木英輔の紹介で市川猿之助主宰の春秋座演出部に入る予定だったが話が頓挫し、1939年新興キネマ東京撮影所監督部に入社する。1940年に退社後、溝口健二に師事して松竹京都撮影所に入り、『浪花女』以来、溝口の助監督を務め、溝口家に寄宿して内弟子生活をする。1953年監督に昇進、主に時代劇を監督し、1964年に松竹を退社。その後はテレビ映画に転じた。
1992年1月8日、呼吸不全のため死去。

## 監督作
- 大学の竜虎（1953年）
- 次郎吉娘（1953年）
- 長七郎捕物帳 若君逆襲す（1953年）
- 若き日の誘惑（1954年）
- 地獄への復讐（1954年）
- 水戸黄門漫遊記 天晴れ浮世道中（1954年）
- 風雲日月双紙（1955年）
- 振袖剣法（1955年）
- 若き日の千葉周作（1955年）
- 「少年宮本武蔵」より 晴姿稚児の剣法（1956年）
- 青空剣法より 弁天夜叉（1956年）
- 青い夜霧の港町（1956年）
- マリヤ観音 前後篇（1956年）
- 紀州の暴れん坊（1956年）
- この女に手を出すな（1956年）
- 相馬の唄祭（1956年）
- 野武士と女（1957年）
- 勢揃い桃色御殿（1957年）
- お富と切られ与三郎（1957年）
- 清水の佐太郎（1958年）
- 呪いの笛（1958年）
- 太陽に背く者（1959年）
- 命との対決（1960年）
- こつまなんきん（1960年）
- 続こつまなんきん お香の巻（1961年）
- ひとり寝（1961年）
- しのび逢い（1962年）
- 海猫が飛んで（1962年）
- 河内の風より あばれ太鼓（1963年）
- あらくれ荒野（1963年）
- 現代金儲け物語（1964年）

## 出演
- ある映画監督の生涯 溝口健二の記録